# PC-DOS
IBM PC DOS (IBM Personal Computer Disk Operating System) — дискова операційна система для персональних комп'ютерів фірми IBM. PC DOS була створена на основі вихідних кодів операційної системи MS-DOS від Microsoft.
За умовами контракту, підписаного IBM і Microsoft 6 листопада 1980, Microsoft повинна була розробити програмне забезпечення для майбутнього персонального комп'ютера IBM PC — операційну систему, що одержала назву Microsoft Disk Operating System (MS-DOS). Однак, коли її вихідні коди були представлені замовнику, в них виявилося понад 300 помилок. Поки в Microsoft займалися доопрацюванням системи, програмісти IBM, щоб встигнути до запланованого терміну виходу ПК, самі переписали початкові коди, попутно виправляючи помилки. Так з'явилася IBM Personal Computer DOS (PC DOS), яка була виправленим варіантом MS-DOS 1.0. За умовами домовленості між IBM і Microsoft, ОС повинна була мати назву PC DOS, якщо встановлювалася на персональні комп'ютери IBM PC і MS-DOS — якщо продавалася Microsoft самостійно. Однак останньою версією MS-DOS була 6.22, в той час, як IBM пізніше випустила великий реліз PC DOS 7 і його варіант з виправленнями для проблеми 2000 року — PC DOS 2000. У цих версіях в постачання PC DOS входили нові можливості конфігурації системи за допомогою файлу CONFIG.SYS, вбудований інтерпретатор мови REXX, а також ряд утиліт, запозичених з пакета PC Tools: програма резервного копіювання, оптимізації диска, найпростіший мультизадачний менеджер і ряд інших нових засобів.